# Loznica
Loznica er en by i det vestlige Serbien, med et indbyggertal på cirka 20.000(2002). Byen ligger i distriktet Mačva, ved bredden af floden Drina (en biflod til Sava).
- Statue af Vuk Stefanovic Karadzic
- Corso i Loznica
- Folkeskole Anta Bogicevic
- Central busstationen i Loznica
- Statue af Stepa Stepanovic

## Eksterne henvisning
- Wikimedia Commons har flere filer relateret til Loznica

44°32′00″N 19°13′33″Ø / 44.5333°N 19.2258°Ø